# گیلانشاه ابروسفید اوراسیایی
گیلانشاه اَبروسِفید اوراسیایی (نام علمی: Numenius phaeopus) نوعی پرنده آبچر است که در خانوده آبچلیکان قرار دارد. پهنای بال این پرنده در میان گیلانشاه‌های نوک‌خمیده از همه بیشتر است.

## نگارخانه

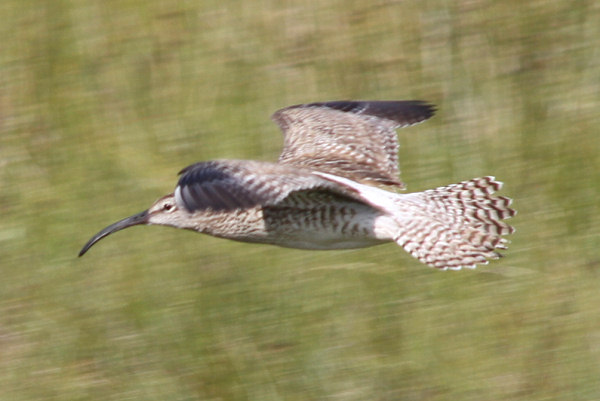
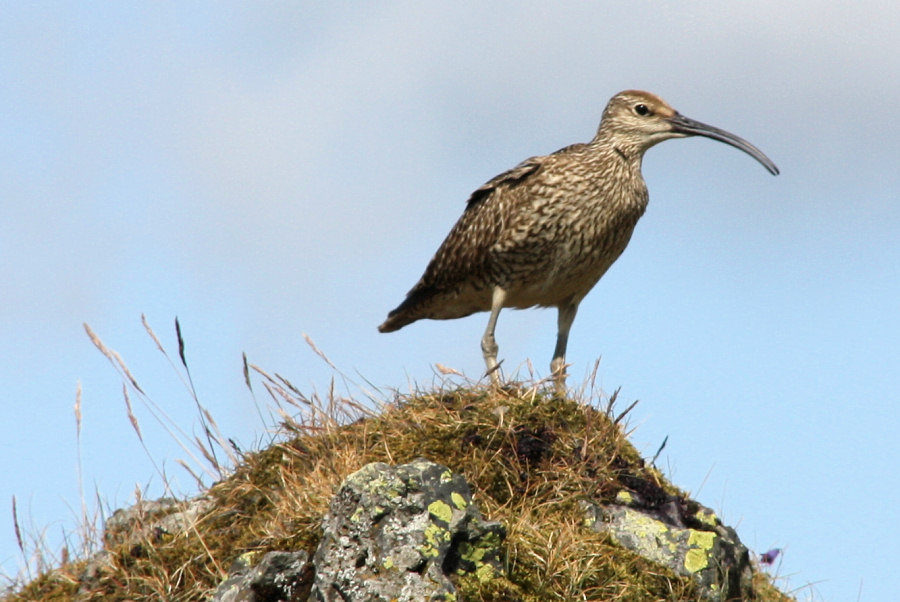
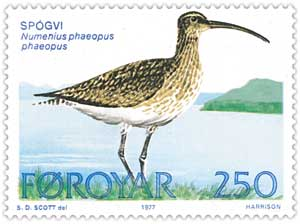
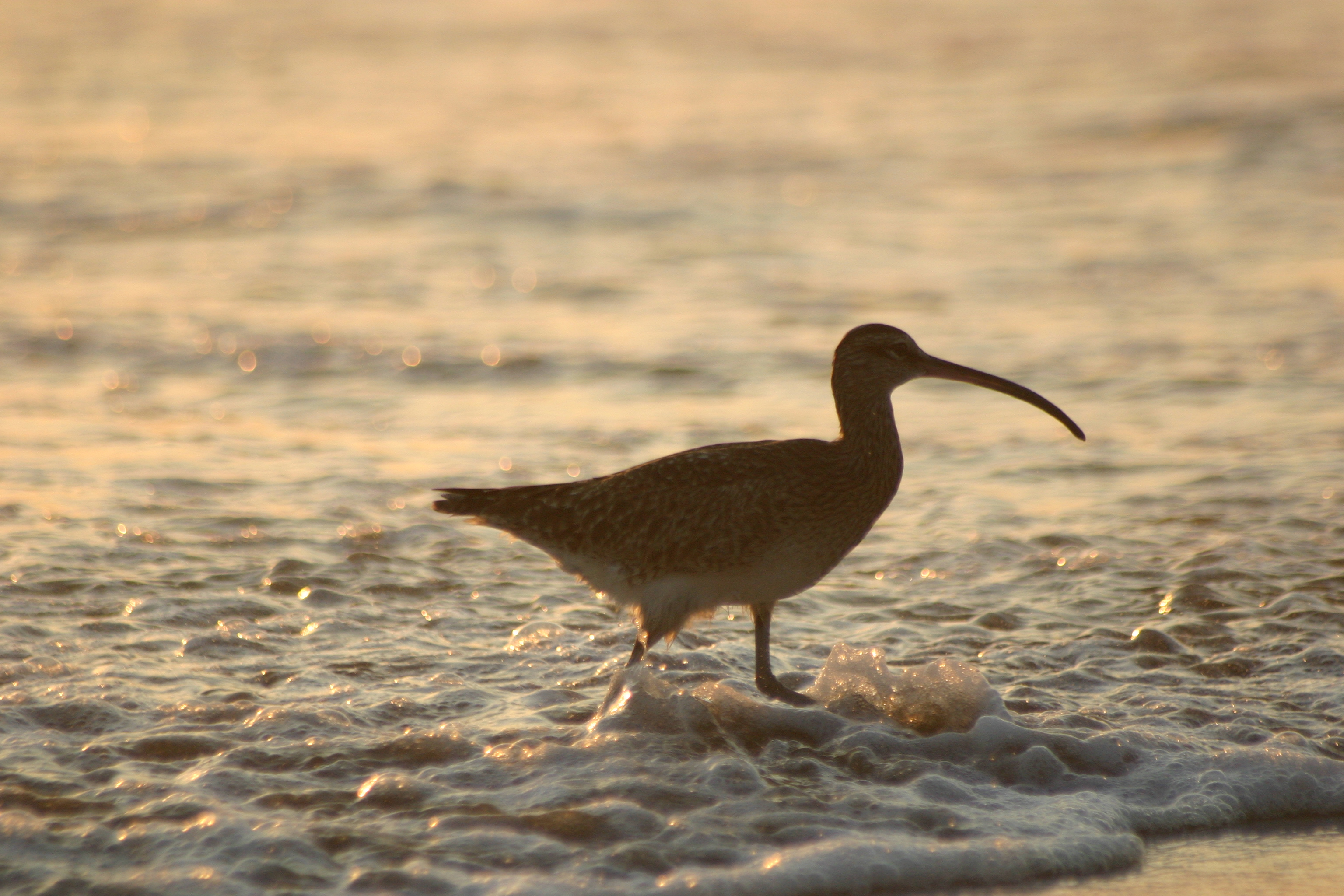
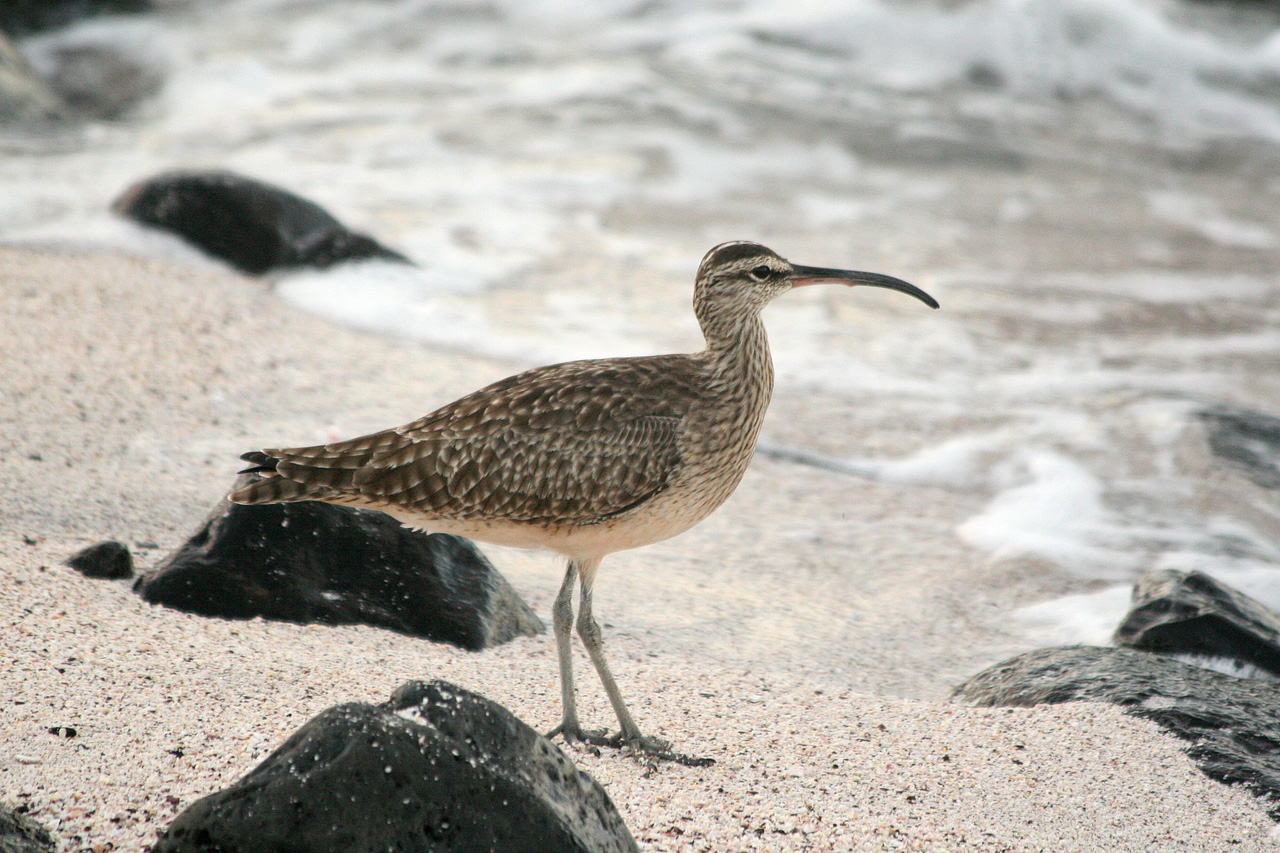
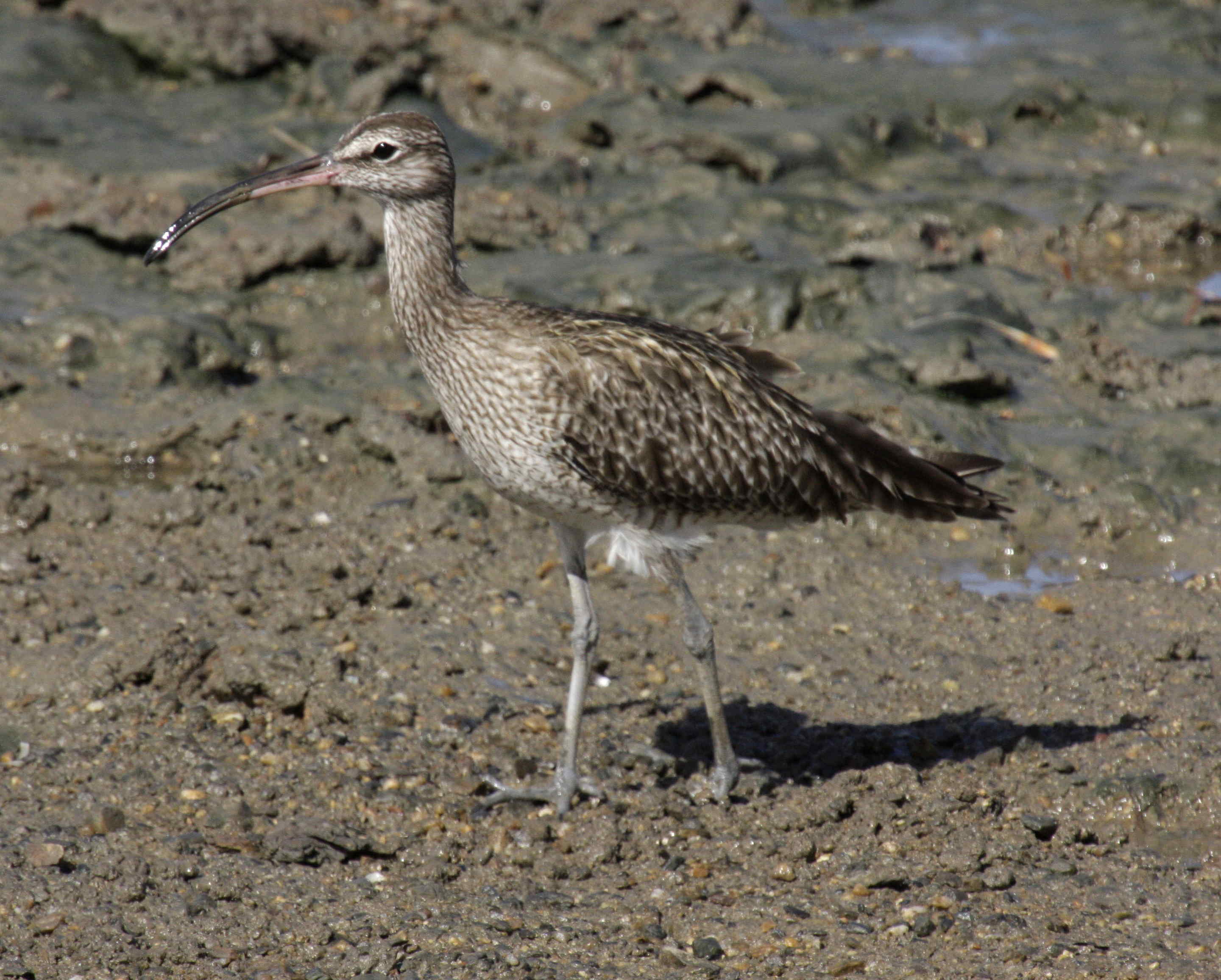
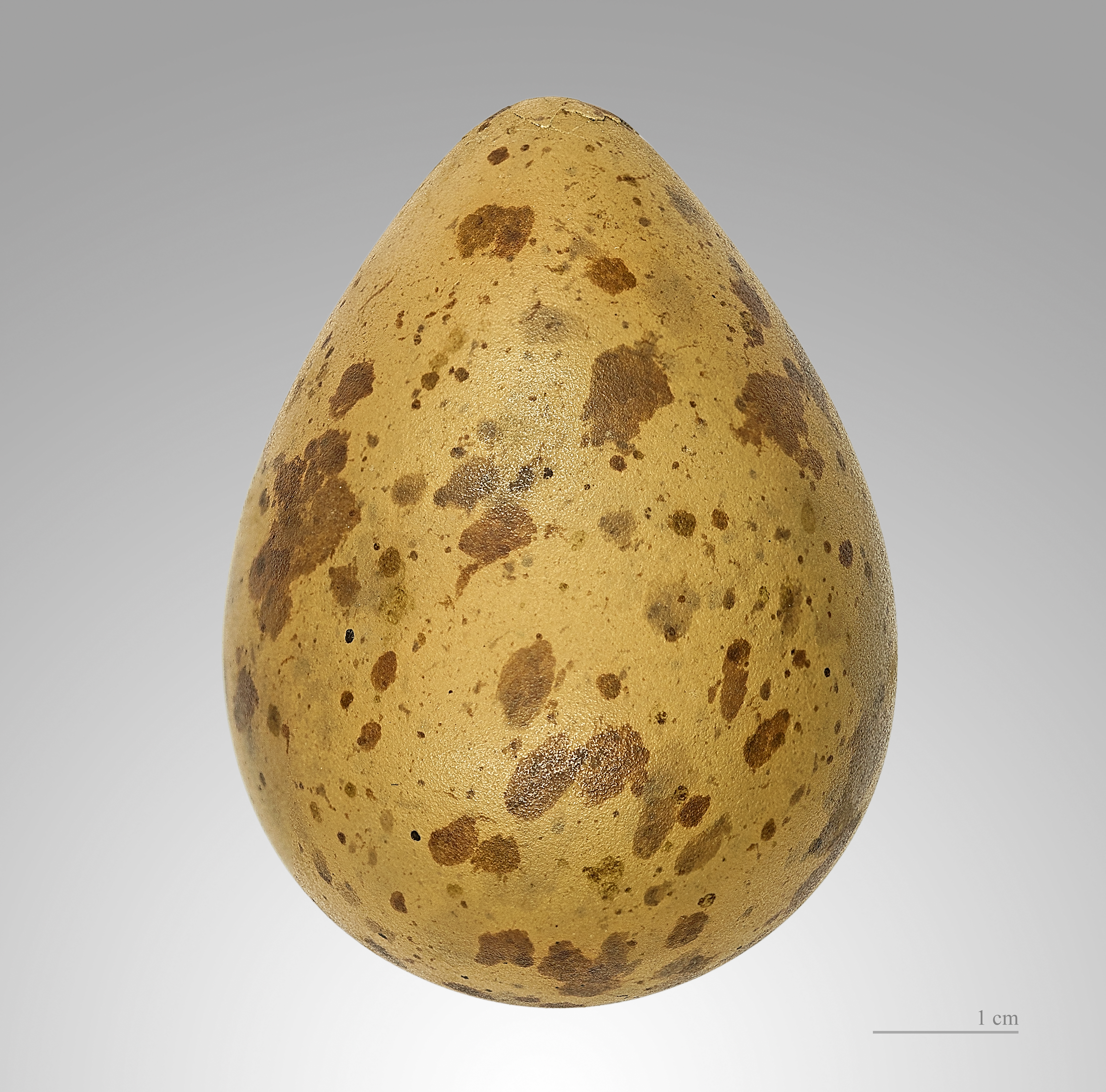